# Lindsey Morgan

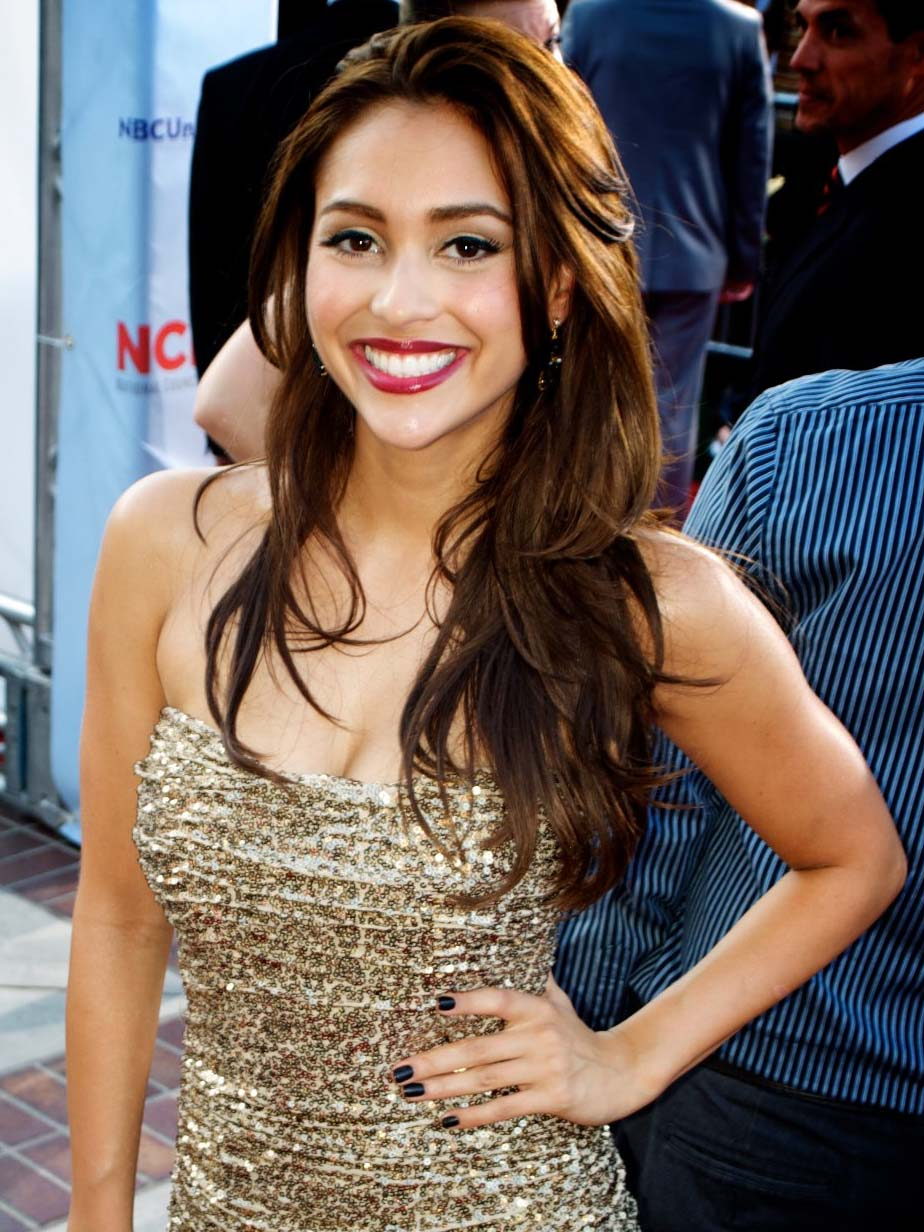
Lindsey Morgan (2012)

Lindsey Marie Morgan (ur. 27 lutego 1990 w Georgii) – amerykańska aktorka, która wystąpiła m.in. w serialu The 100.

## Filmografia

### Filmy
| Rok  | Tytuł             | Rola            | Uwagi       |
| ---- | ----------------- | --------------- | ----------- |
| 2011 | Szkolna jatka     | Alexis Spencer  |             |
| 2011 | DisCONNECTED      | Maria           |             |
| 2013 | Facebook Stalking | Lindsey         | krótkometr. |
| 2013 | Chastity Bites    | Noemi           |             |
| 2014 | ETXR              | Florence        |             |
| 2014 | 5 Stages          | Aubrey          | krótkometr. |
| 2017 | Beyond Skyline    | Rose            |             |
| 2018 | Lasso             | Kit             |             |
| 2018 | Summertime        | Debbie Espinoza |             |
| 2019 | Inside Game       | Stephanie       |             |
| 2020 | Skylines          | Rose            |             |
| 2023 | Scrambled         | Ember           |             |

### Seriale
| Rok     | Tytuł                    | Rola            | Uwagi               |
| ------- | ------------------------ | --------------- | ------------------- |
| 2011    | B-Sides                  |                 | 1 odc.              |
| 2011    | Supah Ninjas             | Chantelle       | 1 odc.              |
| 2012    | Jak poznałem waszą matkę | Lauren          | 1 odc.              |
| 2012    | Happy Endings            | Tracy           | 1 odc.              |
| 2012–13 | Szpital miejski          | Kristina Davis  | 67 odc.             |
| 2013    | Franklin & Bash          | Jennifer        | 1 odc.              |
| 2013    | The Flip Side            |                 | 2 odc.              |
| 2013    | Shark Bites              | Sorority Girl 3 | 1 odc.              |
| 2013    | Destroy the Alpha Gammas | Lauren          | 7 odc.              |
| 2014–20 | The 100                  | Raven Reyes     | gł. obsada, 69 odc. |
| 2016    | The Night Shift          | Kryztal         | 1 odc.              |
| 2021    | Walker                   | Micki Ramirez   | gł. obsada          |